# 兜亂兩仔爺
《兜亂兩仔爺》（英語：Father & Son）是香港亞洲電視製作的時裝喜劇劇集，全劇共10集。

## 內容簡介
王老五警察風達仁，某日突然与從外國歸來的兒子風啟聰相認。一對理念習慣完全不同的父子，卻因一塊具有神奇魔力的石頭，而調換了身份。他們被迫使用對方的身體，適應對方的生活，並且去面對對方的心儀對象。

## 演員表
- 秦　沛 飾 風達仁
- 梁思浩 飾 風啟聰
- 安德尊 飾 何守明
- 森　森 飾 李倩雯
- 袁潔儀 飾 席恩華
- 盧　敦 飾 李祖堯
- 何樹燊 飾 李金福
- 李道洪 飾 鄧耀揚
- 苗金鳳 飾 華母
- 米　奇 飾 尤佳
- 李　菁 飾 胡麗青
- 駱達華 飾 大耳窿
- 林文偉 飾 仁同事
- 鄭恕峰 飾 仁同事
- 葉　霖 飾 華同學
- 王沛良 飾 福死黨
- 黃鎧東 飾 福死黨
- 方　傑 飾 校長
- 孟麗萍 飾 方影芬